# Guiana Britânica
Guiana Inglesa ou Guiana Britânica (em inglês:  British Guiana) era uma colônia britânica na costa do norte da América do Sul, agora independente (dentro do Commonwealth) e conhecida como República da Guiana.
A área foi reivindicada inicialmente pelos espanhóis, e logo após pelos neerlandeses, que organizaram as colônias do Essequibo, Demerara e Berbice. Estas três colônias foram tomadas pelos ingleses em 1796, oficialmente cedidas ao Reino Unido em 1814, e fundidas numa só colônia em 1831, passando a chamar-se Guiana Inglesa, cuja capital era Georgetown (conhecida como Stabroek antes de 1812). A Guiana tornou-se uma república independente do Reino Unido em 26 de maio de 1966.

## História
Os holandeses começaram a explorar e instalar-se na Guiana no final do século XVI, seguidos dos ingleses. Ambos começaram a comerciar com os povos ameríndios. A Companhia Holandesa das Índias Ocidentais estabeleceu uma fortaleza em Kyk-over-al, entre 1616 e 1621, a qual chamaram de Condado de Essequibo. Tentativas de assentamento no interior fracassaram, e, em meados de 1700, os europeus estabeleceram-se na costa, onde criaram plantações trabalhadas por escravos africanos. As culturas principais eram o café, o algodão e a cana-de-açúcar, tornando-se o açúcar o principal produto. A qualidade do solo era pobre.
Os escravos que escapavam das plantações fugiam para as selvas, para viver com os indígenas. A mestiçagem racial e cultural deu origem aos denominados cimarrones. Em 1763, conduzidos pelo africano Cuffy — o herói nacional da Guiana —, os escravos sublevaram-se,  no movimento conhecido como Rebelião dos escravos de Berbice. A revolta foi cruelmente esmagada.
Em 1796, a colônia neerlandesa foi tomada pelos ingleses. As colônias de Essequibo, Demerara e Berbice foram cedidas oficialmente ao Reino Unido no Tratado Anglo-Neerlandês de 1814 e no Congresso de Viena, em 1815. Em 1831, a administração de Essequibo, Demerara e Berbice foi unificada e o território foi denominado Guiana Inglesa.
Aos africanos, somaram-se posteriormente trabalhadores indianos, chineses e javaneses, atraídos pelos ingleses como mão-de-obra barata.
Os ideais de independência surgiram a partir de 1950, com o Partido Popular Progressista (PPP), que tinha em seu programa a proposta de independência nacional, a promoção de melhoras sociais e, a longo prazo, a adoção de um regime socialista. Cheddi Jagan, líder do PPP, ocupou por três períodos sucessivos o cargo de primeiro-ministro da Guiana Inglesa — em 1953 e em 1961, antes da independência — e, mais tarde, foi presidente da Guiana independente, de 1992 a 1997.
Após anos de grande violência nas ruas, a Grã-Bretanha reconheceu a independência da Guiana em 26 de maio de 1966, permanecendo na Commonwealth. O PPP foi dividido: a maioria dos afro-guianeses haviam-se nucleado no Congresso Nacional do Povo (CNP), enquanto que os guianeses de origem indiana seguiam fiéis a Jagan. Forbes Burnham, líder do CNP, assumiu o governo, apoiado por outras minorias étnicas.

## Disputas territoriais

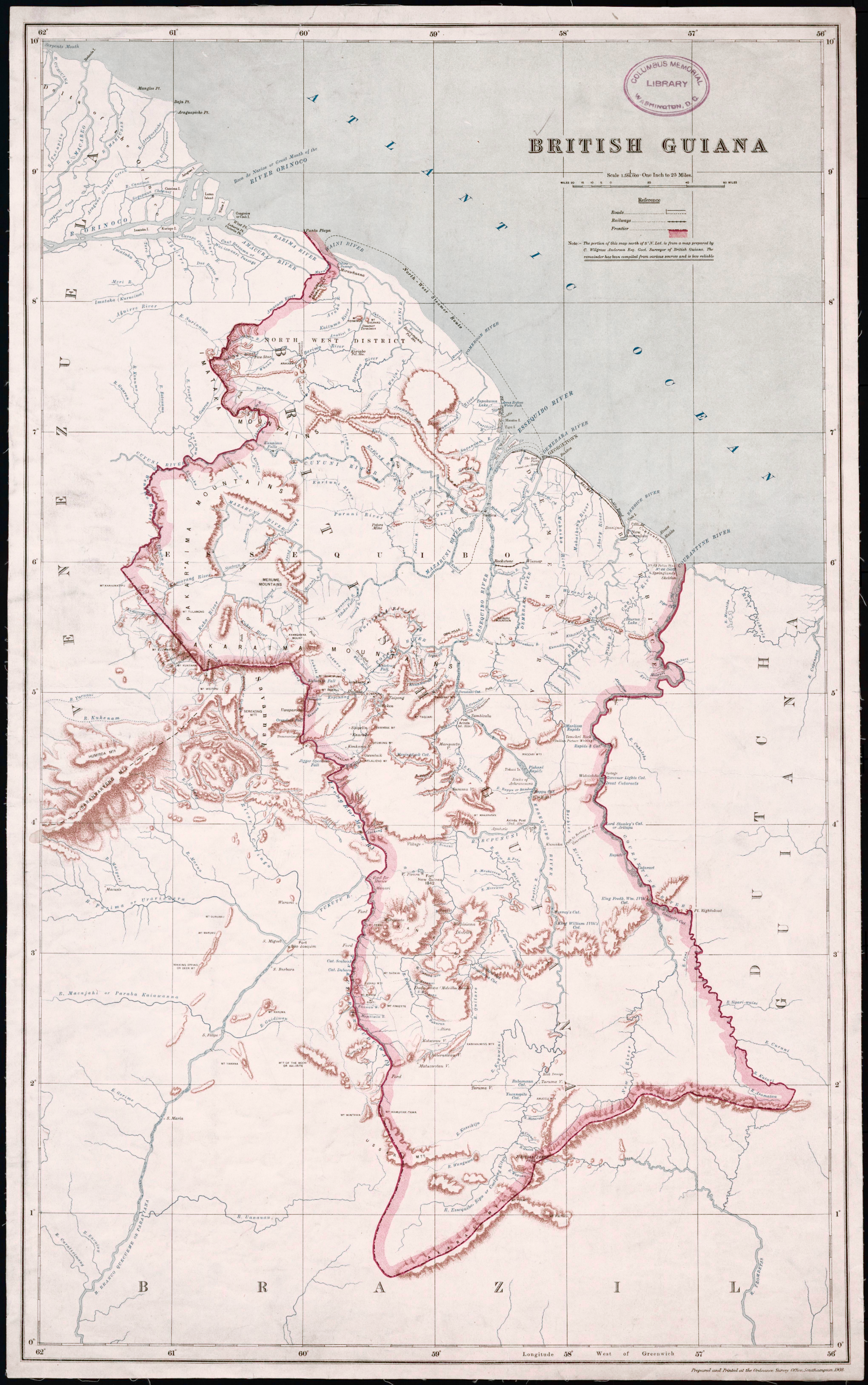
Guiana Inglesa, 1908

Em 1840 o Governo britânico designou a Robert Hermann Schomburgk a tarefa de demarcar a fronteira ocidental da Guiana Inglesa com a agora independente Venezuela. A Venezuela não aceitou a linha Schomburgk, que colocou toda a margem do rio Cuyúni dentro da colônia, e reivindicou todas as terras ao oeste do rio Essequibo como seu território, com base nos limites da Grã-Colômbia e da Capitania-Geral da Venezuela, direitos dos quais é herdeira de acordo com o princípio do Uti possidetis iure.
Em 1897, o presidente dos Estados Unidos, Grover Cleveland, utilizou pressão diplomática para que as partes aceitassem uma arbitragem. O tribunal de arbitragem reuniu-se em Paris em 1898, sem nenhum representante venezuelano, e emitiu seu laudo de 1899. O tribunal atribuiu cerca de 94% do território em disputa aos britânicos. Anos depois, a Venezuela denunciaria esse resultado como tendencioso — produto de um acordo entre Rússia e Grã-Bretanha, decisão que ademais continha indícios que o fariam totalmente nulo, entre eles, excesso de poder (ver Ultra petita).
A questão manteve-se adormecida até 1962, quando a Venezuela renovou sua reivindicação, alegando que o laudo arbitrário não era válido, e a declaração era nula e errônea. O governo britânico rechaçou a alegação, afirmando a validade da atribuição de 1899. O Governo da Guiana Inglesa, sob a liderança do PPP, logo também rechaçou energicamente esta afirmação. Em 1966, quando a Guiana tornou-se independente, a Venezuela reconheceu o território da Guiana, mas só a parte a leste do rio Essequibo. Além disso, anexou nesse mesmo ano uma pequena porção da colônia, a ilha Anacoco. Os esforços realizados por todas as partes na questão para resolver o conflito, às vésperas da independência da Guiana, em 1966, fracassaram. Atualmente a disputa continua sem solução e está nas mãos de um delegado do Secretário-geral das Nações Unidas.